# Pseudoscaphirhynchus fedtschenkoi
Pseudoscaphirhynchus fedtschenkoi é uma espécie de peixe da família Acipenseridae.
Pode ser encontrada nos seguintes países: Cazaquistão, Tadjiquistão e Uzbequistão.